# Xyris anceps
Xyris anceps là một loài thực vật hạt kín trong họ Hoàng đầu. Loài này được Lam. miêu tả khoa học đầu tiên năm 1791.